# Pierre Boven
Pierre Boven, né le 24 janvier 1886 à Lausanne et mort dans la même ville le 28 février 1968, est un procureur général, botaniste et herboriste vaudois.

## Biographie
Fils de Charles, notaire, il obtient une licence en droit à Lausanne (1912), puis un brevet d'avocat.
Substitut dès 1916, puis procureur général du canton de Vaud (1932-1951), il est nommé juge extraordinaire responsable de l'instruction des affaires liées à l'économie de guerre du canton (1914-1918), puis est chargé en 1929 par le Conseil d'État de la refonte du Code de procédure pénale, promulgué en 1940. Il traduit le Traité de sociologie générale de Vilfredo Pareto (1917-1919).
Ornithologue distingué, il fonde et préside le Cercle ornithologique de Lausanne et siège au comité de la Ligue suisse pour la protection de la nature. Son ouvrage Autour de nous (1939, avec illustrations de l'auteur) contribue à la création de la réserve naturelle du parc Bourget à Lausanne (1941).
Il décède le 28 février 1968 à Lausanne.

## Sources
- « Pierre Boven », sur la base de données des personnalités vaudoises sur la plateforme « Patrinum » de la Bibliothèque cantonale et universitaire de Lausanne.
- Gilbert Marion, « Boven, Pierre » dans le Dictionnaire historique de la Suisse en ligne, version du 2 novembre 2000.